# Cecilton (Maryland)
Cecilton es un pueblo ubicado en el condado de Cecil en el estado estadounidense de Maryland. En el año 2010 tenía una población de 663 habitantes y una densidad poblacional de 552,5 personas por km².

## Geografía
Cecilton se encuentra ubicado en las coordenadas 39°24′11″N 75°52′10″O / 39.40306, -75.86944.

## Demografía
Según la Oficina del Censo en 2000 los ingresos medios por hogar en la localidad eran de $40.417 y los ingresos medios por familia eran $51.786. Los hombres tenían unos ingresos medios de $45.156 frente a los $28.603 para las mujeres. La renta per cápita para la localidad era de $19.669. Alrededor del 10,2% de la población estaba por debajo del umbral de pobreza.